# Stanisław Adamiak (poseł)
Stanisław Adamiak (ur. 12 listopada 1932 w Zawadkach) – polski rolnik, polityk, poseł na Sejm PRL VII i VIII kadencji.

## Życiorys
Ukończył Szkołę Podstawową w Karwaczu i Zawodową Szkołę Rolniczą w Przasnyszu. Prowadził wraz z żoną Aleksandrą gospodarstwo rolne w Zawadkach, wyróżnione „Złotą Wiechą”. 
Od 1957 należał do Zjednoczonego Stronnictwa Ludowego, następnie członek Polskiego Stronnictwa Ludowego. Członek Wojewódzkiego Komitetu ZSL w Ostrołęce, zastępca członka Naczelnego Komitetu ZSL. Poseł na Sejm PRL VII i VIII kadencji (1976–1985) z ramienia ZSL, członek Komisji Komunikacji i Łączności, Spraw Wewnętrznych i Wymiaru Sprawiedliwości, radny Gminnej Rady Narodowej w Krępie, przez jedną kadencję radny Powiatowej Rady Narodowej w Przasnyszu. 
Długoletni działacz Ochotniczych Straży Pożarnych, m.in. członek Zarządu Głównego Związku OSP w Warszawie (1982–1992), prezes OSP w Zawadkach. 

## Odznaczenia
- Krzyż Oficerski Orderu Odrodzenia Polski
- Krzyż Kawalerski Orderu Odrodzenia Polski
- Srebrny Krzyż Zasługi
- Złoty Znak Związku Ochotniczych Straży Pożarnych Rzeczypospolitej Polskiej
- Medal honorowy im. Bolesława Chomicza
- Złoty Medal „Za Zasługi dla Pożarnictwa”
- Odznaka 1000-lecia Państwa Polskiego
- Odznaka „Za zasługi dla województwa warszawskiego”
- Odznaka „Za zasługi dla województwa ostrołęckiego”
- Odznaka „Zasłużony dla Ochrony Przeciwpożarowej”